# Zand erover
Zand erover is het 69ste stripverhaal van De Kiekeboes. De reeks wordt getekend door striptekenaar Merho. Het album verscheen in mei 1996.

## Verhaal
Moemoe vindt op een van haar eigendommen een zak vol geld, die ze even ervoor door een bankrover heeft zien begraven. Nu ze haar kleine huis toch wil verkopen, laat ze een gigantisch grote villa bouwen. Die impulsieve daad wekt argwaan bij de familie Kiekeboe, maar ze overtuigt hen ervan dat het van haar spaarcentjes is betaald. Maar geld is uiteindelijk niet wat haar echt parten speelt: er worden regelmatig bouwmaterialen gestolen van het terrein, het groencomité is tegen de kap van het woud waar de villa wordt gebouwd en de belastinginspectie werkt ook niet echt mee.